# Henri Paumelle
Henri Paumelle, né le 15 mars 1899 à Auffay et mort le 17 décembre 1965, est un homme politique français.

## Biographie
Henri Paumelle est incorporé au 25e régiment d'artillerie de campagne en 1918. Déclaré inapte pour l'aviation, il est ensuite affecté au 32e régiment d'artillerie de campagne où il est nommé brigadier puis maréchal des logis.
Il est chevalier du mérite agricole. Durant la Seconde Guerre mondiale, il est mobilisé de août 1939 à décembre 1940 puis participe activement à l'organisation de la Résistance. Il reçoit la Croix de guerre. Conseiller général dans le canton de Saint-Saëns, il est candidat aux élections législatives de 1945 dans la première circonscription de la Seine-Inférieure.
Il est nommé chevalier de la Légion d'honneur en 1954.

## Distinctions
- Chevalier de la Légion d'honneur
- Croix de guerre 1939-1945

## Détail des fonctions et des mandats
Mandat parlementaire
- 26 avril 1959 - 17 décembre 1965 : sénateur de la Seine-Maritime